# Campionato uruguaiano di futsal AMF
Il Campionato uruguaiano di futsal AMF detto anche Campeonato Nacional de clubes, è la massima competizione uruguayana di calcio a 5 AMF organizzata dalla Federacion Uruguaya de Futbol de Salon.
Si tratta di uno dei più antichi campionati nazionali del sudamerica, l'Uruguay assieme a Paraguay ed Argentina, definisce come "futsal" sono ed esclusivamente il gioco che attua la Asociación Mundial de Futsal. Il campionato ha nella formazione dell'Old Christians del  Dipartimento di Colonia la principale vincitrice, con 12 titoli nazionali.

## Edizioni
- 1975: 	Old Christians
- 1977: 	Deportivo Artigas
- 1978: 	Banco Republica Montevideo
- 1979: 	Uruguay Young
- 1980: 	Clube Náutico Capibaribe
- 1981: 	Huracan Artigas
- 1982: 	Huracan Artigas
- 1983: 	Huracan Artigas
- 1984: 	Old Christians
- 1985: 	Indipendencia
- 1986: 	Old Christians
- 1987: 	Old Christians
- 1988: 	Old Christians
- 1989: 	Old Christians
- 1990: 	Jave
- 1991: 	Old Christians
- 1992: 	Old Christians
- 1993: 	Platense
- 1994: 	Nacional Montevideo
- 1995: 	Old Christians
- 1996: 	Club S. Solis
- 1997: 	Nacional Montevideo
- 1998: 	Old Christians
- 98/99: Union Atletica
- 1999: 	Club S. Solis
- 2000: 	Old Christians
- 2001: 	Abstemios
- 2002: 	Rapido Menezes
- 2003: 	Old Christians
- 2004: 	Corporacion 1911
- 2005: 	San Lorenzo
- 2006: 	Club S. Solis
- 2007: 	Club S. Solis
- 2008: 	Independiente de Rocha